# Natalie Corless
Natalie Corless (New Westminster, 27 novembre 2003) è un'ex slittinista canadese.

## Biografia

### Carriera sportiva
Insieme a suo fratello maggiore, fece la sua prima esperienza su una slitta all'età di undici anni durante un campo estivo a Calgary.

#### Stagioni 2019-2021

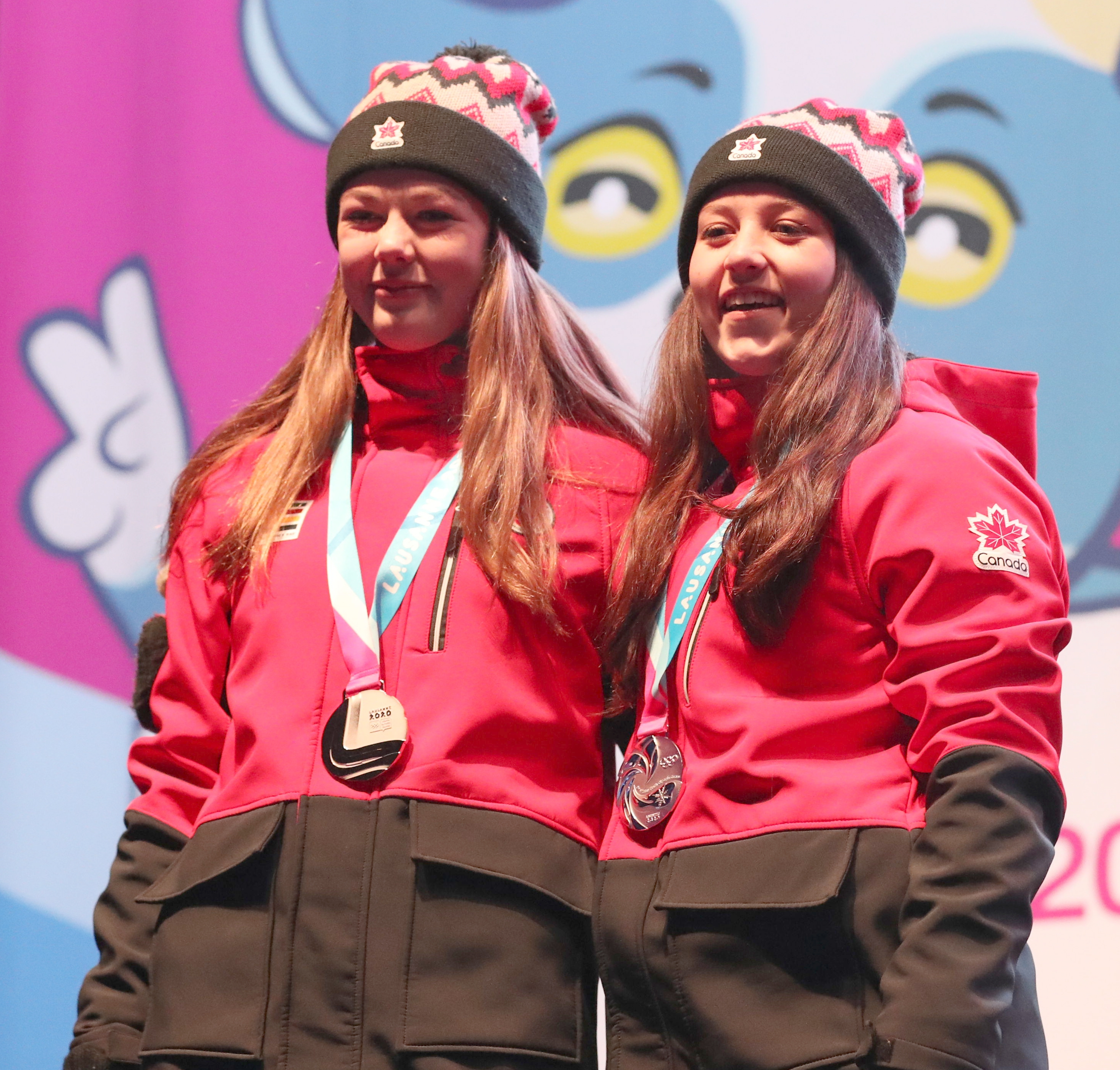
Corless (a destra) e Nash sul podio dei Giochi olimpici giovanili di.

Iniziò a gareggiare per la nazionale canadese nella categoria giovani nel 2018 nella specialità del singolo ed in quella del doppio femminile in coppia con Caitlin Nash, disciplina quest'ultima introdotta proprio in quella stessa stagione e prevista solo per questa classe di età a seguito dell'inclusione della gara nel programma delle Olimpiadi giovanili, prendendo parte alla Coppa del Mondo di categoria 2018/19 terminata con la conquista della sfera di cristallo in entrambe le specialità; partecipò inoltre ai campionati mondiali juniores di Innsbruck 2019, concludendo la competizione in dodicesima posizione nel singolo, in quattordicesima nel doppio -ma seconda delle quattro coppie femminili al via della gara- ed all'ottava nella prova a squadre.
L'annata successiva disputò le prime due tappe della Coppa del Mondo giovani, classificandosi poi al quarantatreesimo posto della graduatoria finale nel singolo ed al sedicesimo nel doppio, ed in seguito fece il suo esordio nella Coppa del Mondo assoluta il 14 dicembre 2019 nella tappa di Whistler giungendo ventiduesima nel doppio, ma facendo comunque segnare un primato nella ultraquarantennale storia della competizione: fu infatti la prima volta in assoluto che una coppia tutta al femminile prese parte ad una gara di Coppa nella specialità biposto, inoltre quella stessa prova valse anche come campionato pacifico-americano in cui ottenne la medaglia di bronzo e terminò in ventinovesima piazza in classifica generale di Coppa. In quella stessa annata partecipò ai Giochi olimpici giovanili di Losanna 2020 in cui vinse l'argento nel doppio e finì quarta nella staffetta ed ai mondiali juniores di Oberhof 2020 arrivò ventunesima nell'individuale, quindicesima nella prova a coppie -ma prima delle sei compagini femminili presenti alla gara- e quinta in quella a squadre.
La federazione mondiale, a causa della pandemia di COVID-19, decise di annullare l'intera stagione 2020/21 relativamente alle classi giovani e juniores, conseguentemente la Corless non disputò alcuna competizione internazionale in quell'annata.

#### Stagioni 2022-2023

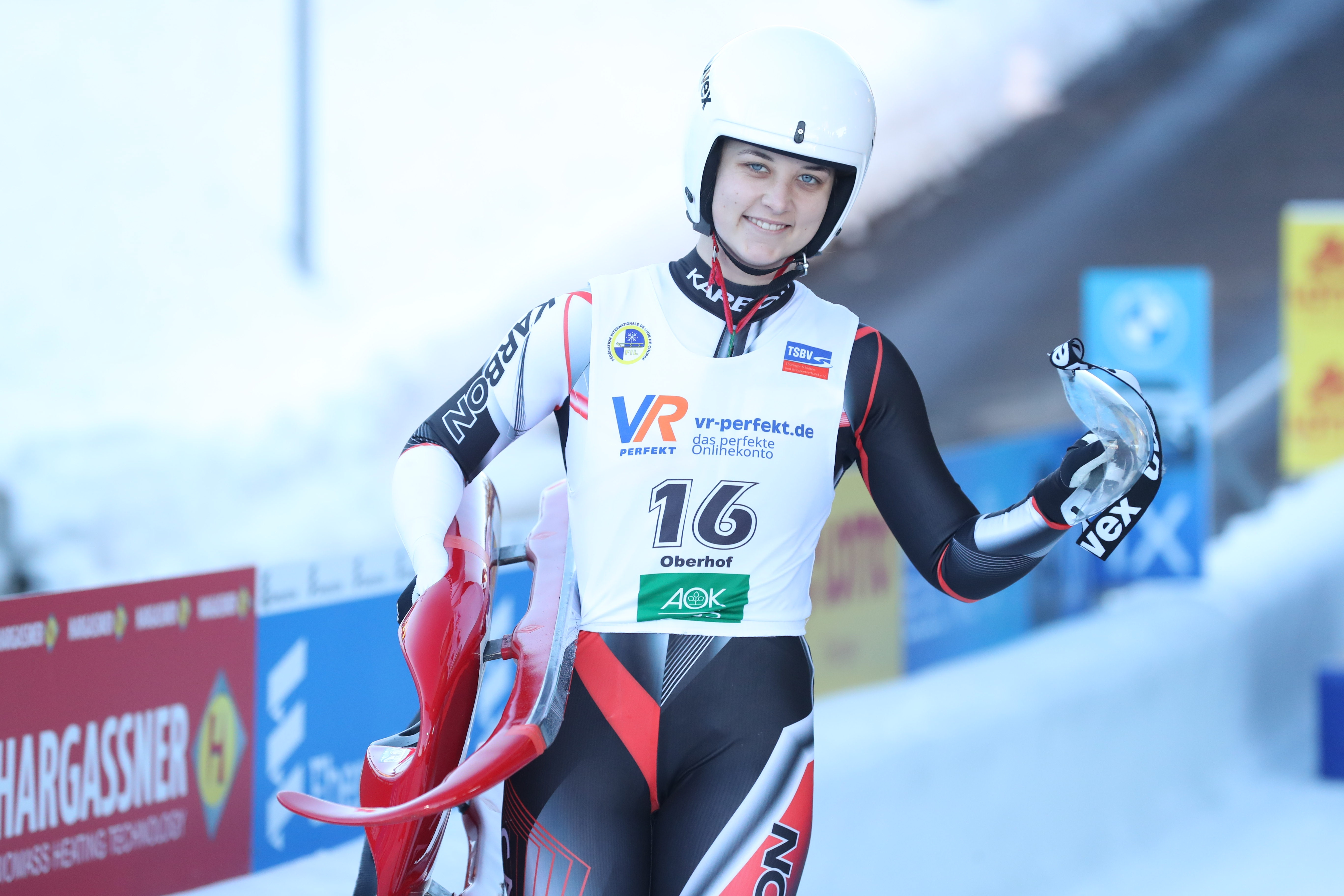
Corless in gara nella tappa di Oberhof della Coppa del Mondo 2021/22.

Nel 2021/22, pur essendo sia lei sia la sua compagna Nash nei limiti previsti per poter gareggiare nella categoria juniores e benché quella fosse la stagione di esordio del doppio femminile sia nella Coppa del Mondo di categoria sia in quella assoluta, che si disputò con le modalità di "gara nella gara" per atlete di qualsiasi età durante il circuito juniores, fu inserita nella squadra nazionale maggiore con l'intento di ottenere la qualificazione alle Olimpiadi di Pechino 2022, quindi abbandonò temporaneamente la disciplina biposto per cimentarsi esclusivamente nel singolo; entrando nel gruppo che prese parte alla Coppa del Mondo, chiusa poi in trentottesima posizione, partecipò ai campionati pacifico-americani di Soči 2022 giungendo quinta e centrò infine la qualificazione olimpica terminando la prova di Pechino al sedicesimo posto.
L'anno successivo, con l'inserimento del doppio femminile nel programma dei Giochi di Milano Cortina 2026, la Corless decise di gareggiare nuovamente anche in questa specialità, ancora in coppia con Caitlin Nash, senza comunque tralasciare l'attività nel singolo; prese parte unicamente alle gare nordamericane della Coppa del Mondo 2022/23: nella tappa di Whistler giunse diciottesima nell'individuale e sesta nel doppio, mentre sulla pista di Park City conquistò il suo primo podio di Coppa cogliendo il terzo posto nella prova a coppie, gara che le valse anche la conquista del titolo pacifico-americano; nella classifica generale del circuito annuale si piazzò quarantunesima nel singolo e dodicesima nel doppio.
A settembre 2023, poco prima dell'inizio della stagione agonistica, annunciò il ritiro dalle competizioni per dedicarsi agli studi in biologia marina.

## Palmarès

### Pacifico-americani
- 2 medaglie:
  - 1 oro (doppio a Park City 2023);
  - 1 bronzo (doppio a Whistler 2020).

### Olimpiadi giovanili
- 1 medaglia:
  - 1 argento (doppio a Losanna 2020).

### Coppa del Mondo
- Miglior piazzamento in classifica generale di Coppa del Mondo nel singolo: 38ª nel 2021/22;
- Miglior piazzamento in classifica generale di Coppa del Mondo nel doppio: 12ª nel 2022/23.
- 1 podio (nel doppio):
  - 1 terzo posto.

### Coppa del Mondo giovani
- Vincitrice della Coppa del Mondo giovani nel singolo nel 2018/19;
- Vincitrice della Coppa del Mondo giovani nel doppio nel 2018/19.